# Lchagvasürengín Otgonbátar
Lchagvasürengín Otgonbátar (* 20. ledna 1993) je mongolský zápasník–judista.

## Sportovní kariéra
Na mezinárodní scéně se objevuje pravidelně od roku 2014. V roce 2016 se kvalifikoval na olympijské hry v Riu. Do olympijského turnaje šel čistě s pasivní taktikou. V úvodním kole si počkal na osobní techniku ko-uči-gake Nizozemce Noël van 't End, kterou pohotově okontroval na ippon. Ve druhém kole si v boji o úchop poradil s Kubáncem Asley Gonzálezem. Ve čtvrtfinále však v boji o úchop nestačil na Gruzínce Varlama Lipartelijina. Několikrát s ním souboj o úchop prohrál a následně musel situaci zachraňovat za cenu penalizací (šido), které ho poslaly do oprav. Z oprav se dostal do boje o třetí místo, ve kterém podlehl Číňanu Čcheng Sün-čaovi a obsadil 5. místo.

### Vítězství
- 2015 – 2x světový pohár (Ulánbátar, Abú Zabí)
- 2016 – 1x světový pohár (Ulánbátar)

## Výsledky
| Olympijské hry    |    | — |     |    |     | 5.  |     |  |  |  |  |  |  |  |  |  |  |  |  |  |  |  |  |
| Mistrovství světa | —  |   | —   | —  | úč. |     | úč. |  |  |  |  |  |  |  |  |  |  |  |  |  |  |  |  |
| Asijské hry       |    |   |     | 3. |     |     |     |  |  |  |  |  |  |  |  |  |  |  |  |  |  |  |  |
| Mistrovství Asie  | —  | — | —   |    | 7.  | úč. | —   |  |  |  |  |  |  |  |  |  |  |  |  |  |  |  |  |
| MS juniorů        | 7. |   | úč. |    |     |     |     |  |  |  |  |  |  |  |  |  |  |  |  |  |  |  |  |